# Чарноборсько
Чарноборсько (пол. Czarnoborsko) — село в Польщі, у гміні Вонсош Ґуровського повіту Нижньосілезького воєводства.
Населення — 148 осіб (2011).

## Демографія
Демографічна структура станом на 31 березня 2011 року:
|          | Загалом | Допрацездатний вік | Працездатний вік | Постпрацездатний вік |
| -------- | ------- | ------------------ | ---------------- | -------------------- |
| Чоловіки | 78      | 23                 | 48               | 7                    |
| Жінки    | 70      | 16                 | 39               | 15                   |
| Разом    | 148     | 39                 | 87               | 22                   |